# Alte Synagoge (Bad Kreuznach)
Die Alte Synagoge von Bad Kreuznach in der Fährgasse 2 (früher: „Kleine Eselsgass“) wurde bereits im Jahre 1482 als „Judenschule“ erwähnt, dann 1715 an dieser Stelle erstmals erwähnt. 1737 erfolgte ein barocker Neubau, im Jahre 1844 eine Renovierung.

## Geschichte

### Spätmittelalter: „Judenschul“
Für Bad Kreuznach sind drei Synagogen belegt. Die älteste stammt aus dem Spätmittelalter. So berichtet im 15. Jahrhundert eine hebräische Quelle: „Die Synagoge, die Frauensynagoge, die Wohnung des Synagogendieners und die Mikwe befanden sich in einem Gebäudekomplex.“ Die spätmittelalterlichen „Judenschul“ stand an derselben Stelle, wie die Nachfolgebauten.

### 1737: Barocker „Prachtbau“
Die erbaute Synagoge in der Fährgasse war ein barocker „Prachtbau“.

#### Außenarchitektur
Es war ein Putzbau, innerhalb einer Häuserzeile. Der Betsaal ruhte auf einem hohen Sockelgeschoss. An der Straßenseite (Fährgasse) befand sich die Nordostseite der Synagoge. Diese war traufständig zur Fährgasse und zeigte zwei hohe Rechteckfenster und ein kleiner Okulus in der Mittelachse. In der Mittelachse befand sich auch das Portal worüber das Baujahr der Synagoge „1737“ in hebräischer Zahlschrift basierend auf dem hebräischen Alphabet dargestellt war. In der östlichen Achse waren zwei kleinere übereinander stehende Rechteckfenster. Sie wiesen auf einen zweigeschossigen Vorraum hin. Zu diesem Vorraum gelangte man durch das unmittelbar anschließende Gemeindehaus. Von hier aus führte eine Treppe auf die Empore.

#### Innenarchitektur
Der Betsaal wurde von einem zweijochigen Kreuzgewölbe überspannt, dessen Rippen auf Konsolen ruhten. Die Gewölberippen waren wie die Schildbögen ornamental bemalt. Der zweigeschossige Aron Ha-Kodesch bestand aus Marmor und wurde in der Hauptzone von Säulen und Voluten flankiert. Auf dem Gebälk ruhte ein zweizoniger, in Voluten auslaufender Auszug mit zentralem Medaillon als Hintergrund des Ner Tamid. Der Vorhang war mit Blütenzweigen und einer Bügelkrone bestickt. Links vom Aron Ha-Kodesch befand sich eine massive, goldene Menora. 1935 wurde der Bad Kreuznacher Synagoge der Status als Kulturdenkmal zugeschrieben. Der Status wurde ihr auch nach dem Zweiten Weltkrieg zuerkannt.

### Ende der alten Synagoge
Im Novemberpogrom 1938 wurde die Inneneinrichtung der Synagoge geschändet. Nach einem Monat erwarb der Mühlenbesitzer Thress die alte Synagoge, der am 5. August 1939 ein Baugesuch einreichte, wonach ein Umbau zu Wohn- und Lagerzwecken beabsichtigt war. 1943 diente der Bau als Kriegsgefangenenlager. Im Zweiten Weltkrieg zerstört, stand im Jahre 1950 noch ein Teil der Umfassungsmauern, der 1953/54 bis auf einen Mauerrest abgebrochen wurde. Im Jahre 1975 wurden auch die letzten Reste entfernt. Eine Gedenktafel mit Inschrift wurde befestigt:

„An dieser Stelle stand seit 1737 die Synagoge der Jüdischen Kultusgemeinde Bad Kreuznach. Sie wurde in der Nacht vom 8. auf den 9. November 1938 durch Brandlegung zerstört. Diese Tafel wurde angebracht zum Gedenken an unsere jüdischen Mitbürger, die in den Jahren des Dritten Reiches vertrieben oder umgebracht wurden. Rat und Bürgerschaft der Stadt Bad Kreuznach.“